# Sepsis pedunculata
Sepsis pedunculata är en tvåvingeart som beskrevs av Oswald Duda 1926. Sepsis pedunculata ingår i släktet Sepsis och familjen svängflugor. Inga underarter finns listade i Catalogue of Life.